# Turmion Kätilöt

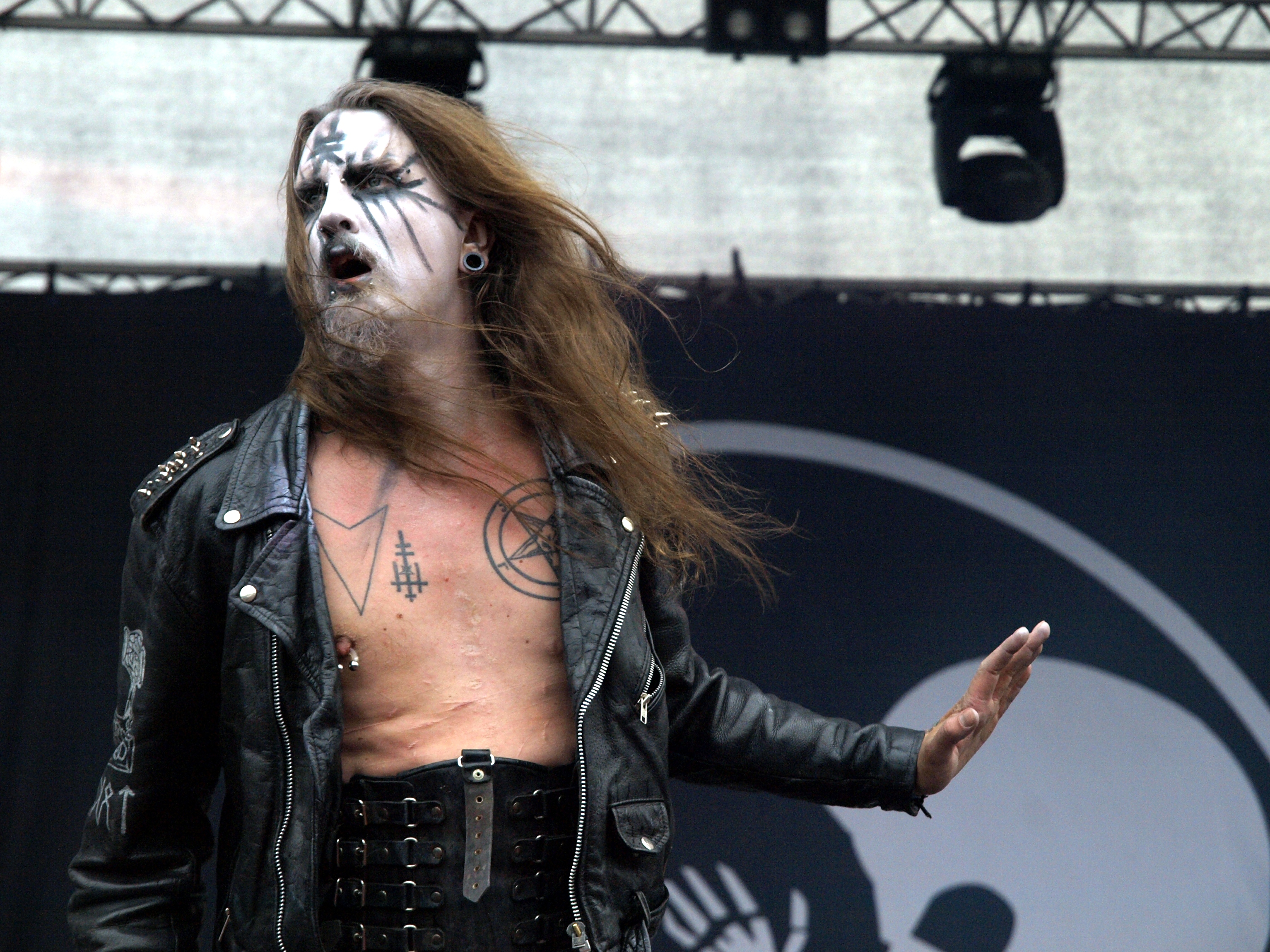
Spellgoth.

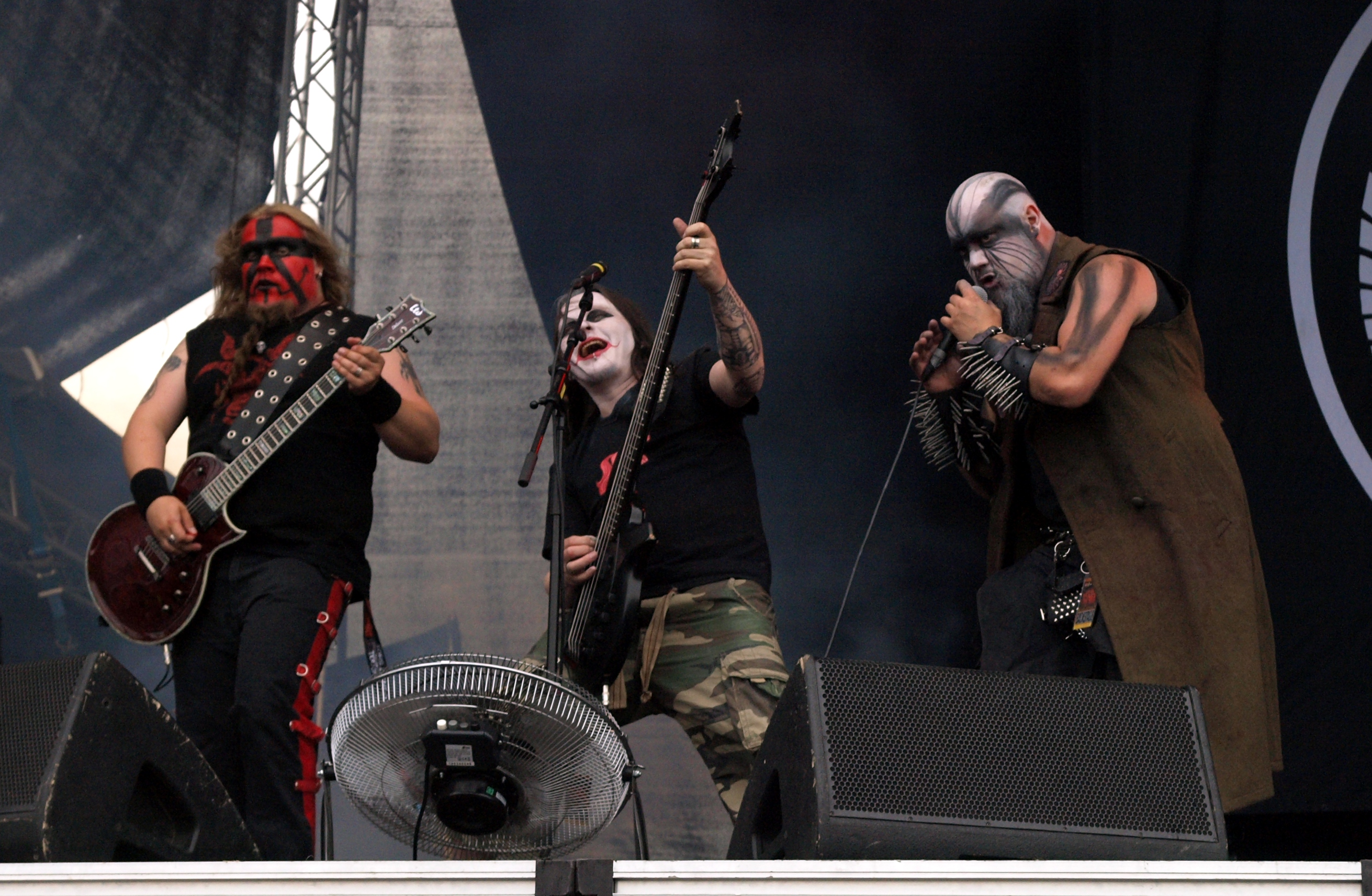
B.Undertaker, Master Bates, MC Raaka Pee.

Turmion Kätilöt (literalmente "comadronas de la destrucción" o "comadronas de la perdición") es una banda Finlandesa que fusiona el Industrial Metal en su variante más electrónica con el Black metal. La banda fue fundada en 2003 por MC Raaka Pee y DJ Vastapallo. Estaba compuesta por sus seis Integrantes: MC Raaka Pee, DJ Vastapallo, Spellgoth (que también es el vocalista principal de Trollheim's Grott, una banda de industrial/black metal con tendencias suicidas y aberrantes ), Master Bates, RunQ y DQ. DJ Vastapallo y Raaka Pee hacen la música juntos, el resto de la banda solo tocan en conciertos.

## Cronología
Pirun Nyrkki, su segundo álbum sale a la venta en 2006.
En junio de 2008 sale U.S.C.H!, su tercer álbum.
La banda tenía contrato con Spinefarm Records, concretamente Ranka Records, pero tras problemas con la discográfica la abandona en abril de 2008.
En el 2009 en la página web de la banda se anuncia que el guitarrista DJ Vastapallo abandona la banda y fue sustituido por Big-B guitarrista de la banda de Deathchain.
A finales del 2010 sale el sencillo Ihmisixsixsix. 
En su portal oficial y de Facebook anuncian la salida de su 4° álbum titulado Perstechnique que salió a la venta el 21 de febrero de 2011, que cuenta con las colaboraciones de Peter Tägtgren, Tomi Joutsen y Marco Hietala.
El 27 de septiembre es lanzado oficialmente el álbum Technodiktator.

## Miembros
Miembros de Estudio:
- MC Raaka Pee
- B.Undertaker
- Spellgoth (USCH!- Diskovibrator)
- Shag-U (Saku Solin)

En Vivo:
- MC Raaka Pee - Voz
- B.Undertaker - Guitarra
- Shag-U - Voz
- Master Bates - Bajo
- RunQ - Teclado
- DQ - Batería

Ex-Miembros:
- DJ Vastapallo
- Spellgoth - Voz

## Discografía

### Álbumes
- Hoitovirhe (2004)
- Niuva 20 EP (2005)
- Pirun Nyrkki (2006)
- USCH! (2008)
- Perstechnique (2011)
- Mitä Näitä Nyt Oli? (compilation) (2012)
- Technodiktator (2013)
- Kiitos (Live) (2014)
- Diskovibrator (2015)
- Dance Panique (2017)
- Universal Satan (2018)
- Global Warning (2020)
- Omen X (2023)

### Sencillos
- Teurastaja (2004)
- Verta Ja Lihaa (2004)
- Minä Määrään (2008)
- Ihmisixsixsix (2010)
- Jalopiina (2013)